# تپه‌های مابین تاسوکی و طالب خان
تپه‌های مابین تاسوکی و طالب خان مربوط به دوره ساسانیان است و در شهرستان زابل، ۶۰ کیلومتری جاده زابل به زاهدان واقع شده و این اثر در تاریخ ۱ اردیبهشت ۱۳۴۵ با شمارهٔ ثبت ۵۴۴ به‌عنوان یکی از آثار ملی ایران به ثبت رسیده است.